# 橘町 (阿南市)
橘町（たちばなちょう）は、徳島県阿南市の町名。2014年3月31日現在の人口は2,728人、世帯数は1,251世帯。郵便番号は〒774-0023。字小勝は〒779-1631。

## 地理
阿南市の中央部、市の東部海岸線の中央に位置する。室戸阿南海岸国定公園に属する。北は津乃峰町、西は内原町・桑野町、南は新野町・福井町に接する。
地内の橘湾には無数の島が存在し、小勝島には四国電力の橘湾発電所と電源開発の橘湾火力発電所がある。弁天島の熱帯性植物群落は国の天然記念物に指定されている。

### 島嶼
- 小勝島
- 鵜渡島
- 弁天島
- 高島
- 長島
- 姥島

### 山岳
- 一升ヶ森
- 大谷山

### 河川
- 福井川
- 打樋川
- 鵠川

### 小字
| - 青木 - 家の前 - 壱升ケ森 - 鵜渡島 - 江ノ浦 - 大浦 - 大坪 | - 北新田 - 鵠 - 久保 - 荒神ノ上 - 幸田 - 幸野 - 小勝 | - 塩田 - 汐谷 - 汐谷山 - 関地 - 高島 - 土井崎 - 豊浜 | - 中浦 - 中尾 - 長島 - 鍋浦 - 西浦 - 西浦山 - 西浜 | - 袴傍示 - 日開谷 - 東中浜 - 南新田 - 六反地 |  |

## 歴史
元は那賀郡橘町で、1958年（昭和33年）に阿南市が誕生し、現在の阿南市橘町となる。

## 施設

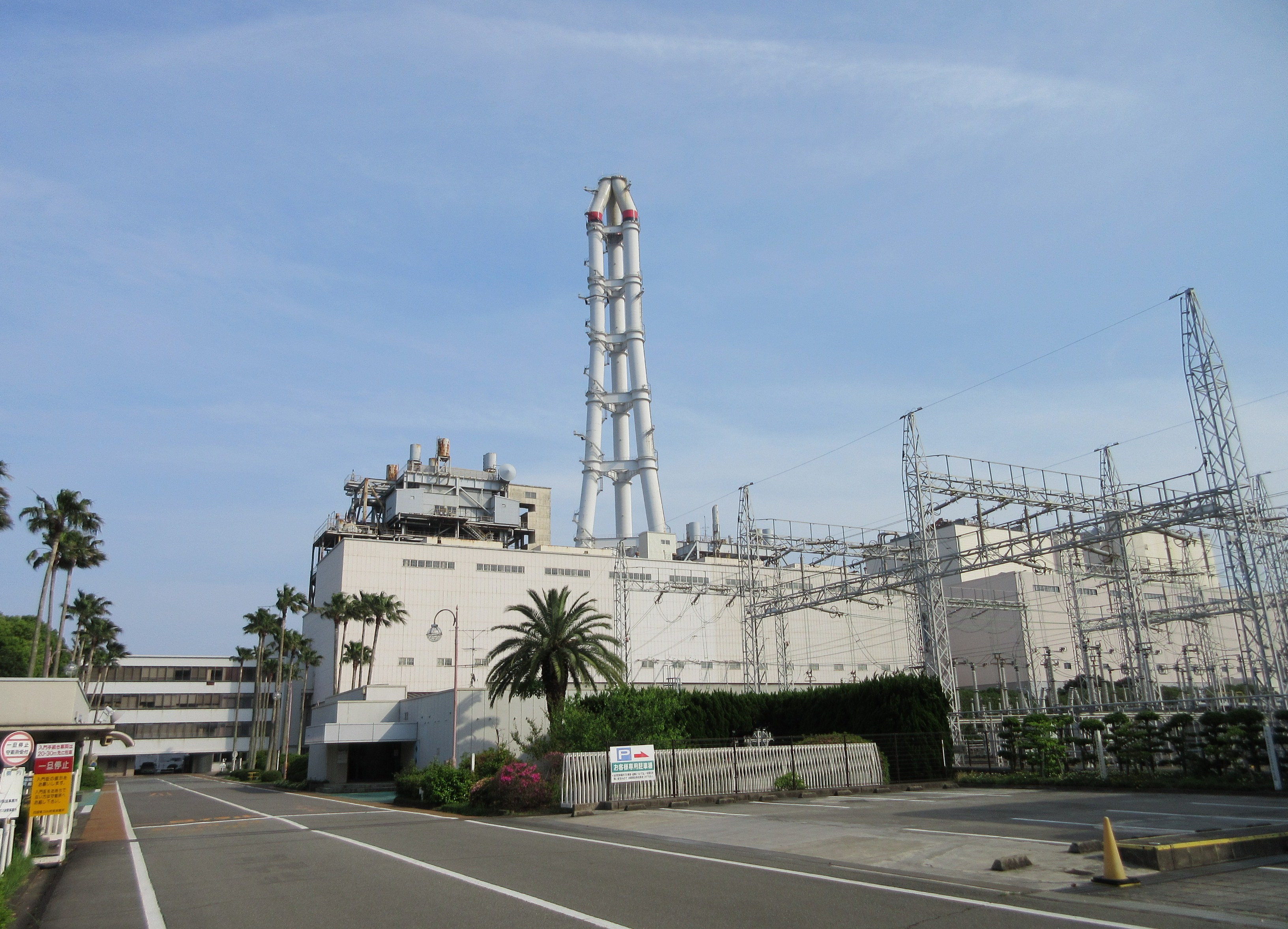
阿南発電所

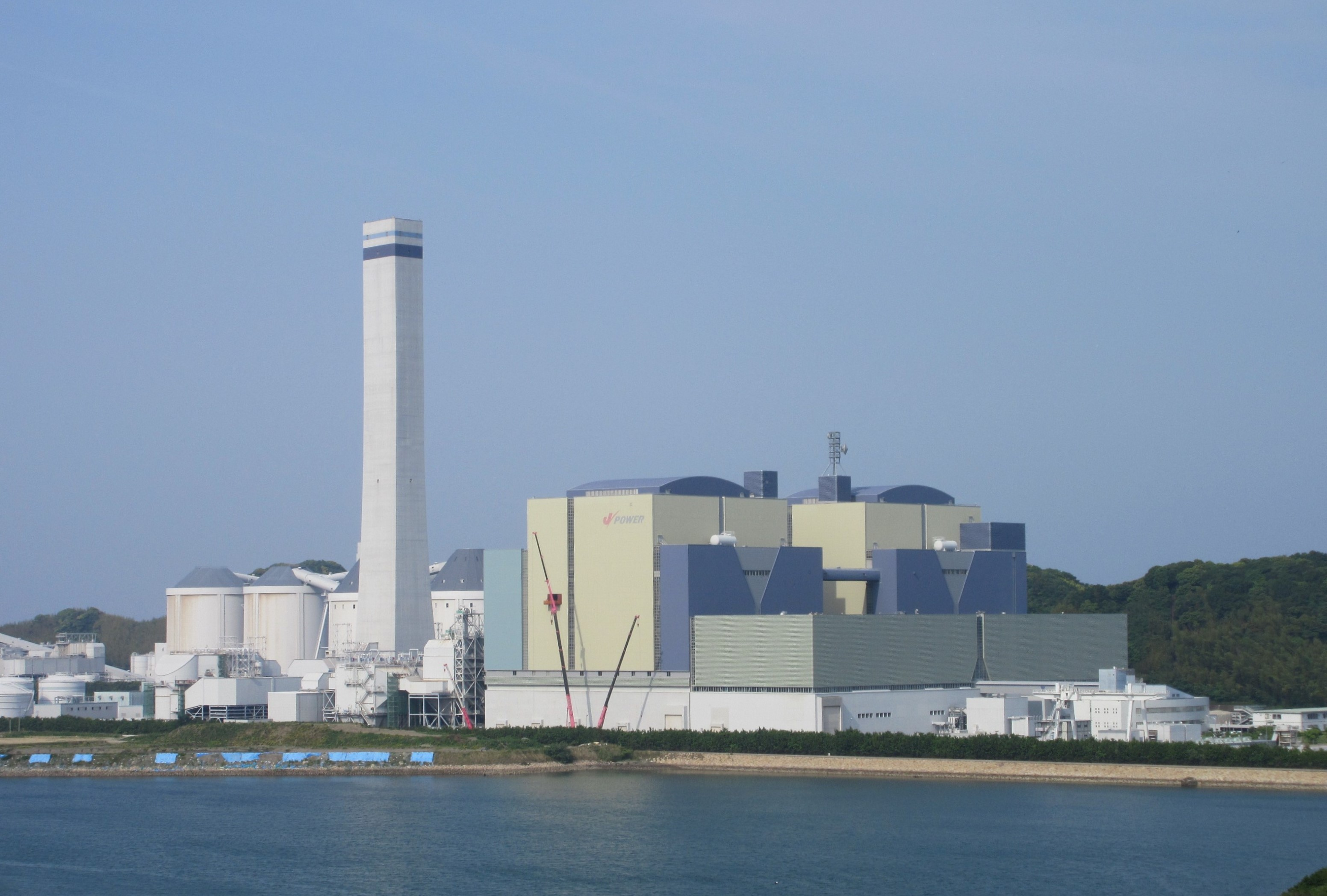
橘湾火力発電所

### 公共施設
- 阿南発電所
- 橘湾発電所
- 橘湾火力発電所
- エコパーク阿南
- 阿南中継局
- 阿南内原中継局
- 橘郵便局
- よんでんエネルギープラザ阿南

### 教育機関
- 阿南市立橘小学校

### 公園
- 中浦緑地公園
- 南部ふるさとふれあい運動公園

### 企業
- 徳島バス阿南本社

### 社寺・史跡
- 海正八幡神社
- 光明寺
- たちばな観音

## 交通
- 四国旅客鉄道牟岐線阿波橘駅は名称こそ橘だが、隣接する津乃峰町に位置する。

### 道路
国道
- 国道55号（阿南道路を含む）

都道府県道
- 徳島県道35号阿南相生線
- 徳島県道288号小勝島公園線

### 路線バス
徳島バス・徳島バス南部
- 橘営業所
- 橘中
- 橘西
- 橘港口
- 舳崎南